# Tamar Novas
Tamar Novas Pita (Santiago de Compostela, 3 de octubre de 1986) es un actor español ganador del Premio Goya como mejor actor revelación por su interpretación como Javi en la película de Alejandro Amenábar Mar adentro (2004). Posteriormente ha trabajado en películas como Los abrazos rotos (2009) de Pedro Almodóvar, La playa de los ahogados (2015) de Gerardo Herrero o Elisa y Marcela (2019) de Isabel Coixet.

## Biografía
Tamar Novas nació el 3 de octubre de 1986 en Santiago de Compostela (La Coruña). Inició su carrera en el mundo del cine con tan solo 11 años cuando fue descubierto por el director José Luis Cuerda cuando realizaba el proceso de casting de La lengua de las mariposas, cinta donde interpretó al personaje de Roque y que supuso su debut en la gran pantalla.
Su siguiente trabajo le vino con Alejandro Amenábar, que le dio el papel de Javi en Mar adentro (2004), junto a Javier Bardem, Lola Dueñas, Mabel Rivera, Celso Bugallo y Belén Rueda. Por su interpretación en la película, ganó el Premio Goya al mejor actor revelación y el premio de la Unión de Actores y Actrices a mejor actor revelación. Luego trabajó en un episodio de la serie 7 vidas y en la serie gallega de A vida por diante, donde interpretó a Quique Beiro y que fue un gran éxito.
En 2006 tuvo un pequeño papel en Los fantasmas de Goya de Miloš Forman y rodó con Gerardo Herrero Una mujer invisible (2007), junto a María Bouzas. En 2008 trabajó en series como La Señora o Cuenta atrás. Otro de sus grandes papeles le vino con Los abrazos rotos (2009), dirigida por Pedro Almodóvar, con actrices como Penélope Cruz o Blanca Portillo, con la que tuvo una gran proyección internacional.
En 2009 fichó por la segunda temporada de la serie de Telecinco Acusados, que se estrenó a comienzos de 2010. También protagonizó el telefilme emitido por Telecinco titulado La ira, un trabajo de Daniel Calparsoro que cuenta con la interpretación de Marian Álvarez o Patricia Vico.
En 2011 estrenó la obra teatral Comedia y Sueño, dirigida por Juan Carlos Corazza, por la que fue nominado por la Unión de Actores a mejor actor secundario de teatro en 2014. En 2012 comenzó a interpretar a Alejandro de la Serna en la serie de televisión diaria de Antena 3 Bandolera. En 2013 obtuvo un papel en la película gallega A cicatriz branca.
En 2014 estrenó la obra teatral El viaje a ninguna parte, dirigida por Carol López, con gran éxito de crítica y público. Ese año, volvió a trabajar con Juan Carlos Corazza en Hambre, locura y genio, sobre textos de Strindberg. En esta obra no sólo actúa, sino que compone e interpreta la música original. También estrenó el telefilme Códice en TVG y rodó La playa de los ahogados de Gerardo Herrero, junto a Carmelo Gómez.
En 2018 interpretó a Roque en la serie de Antena 3 Fariña. Además, se incorporó en la cuarta temporada de la serie Allí abajo, donde interpretó a Yago Castro.
En 2019 estrenó tres películas con un rol importante: Elisa y Marcela, película original de Netflix dirigida por Isabel Coixet, Quien a hierro mata de Paco Plaza y El asesino de los caprichos, donde interpretó a Iván Santaolalla. Además, fue uno de los protagonistas de la serie original de Netflix Alta mar, durante las dos primeras temporadas. En 2020 apareció en la serie biopic sobre La Veneno Veneno, donde interpretó al novio de Valeria Vegas, la periodista que adaptó una novela sobre la vida de la estrella televisiva. Además, a finales de año protagonizó El desorden que dejas en Netflix, junto a Inma Cuesta y Bárbara Lennie.
En enero de 2021, se anunció su fichaje para protagonizar la primera película española navideña original de Netflix A mil kilómetros de la Navidad, donde interpreta a Raúl, dirigida por Álvaro Fernández Armero. En julio del mismo año, comenzó a rodar la película El juego de las llaves, dirigida por Vicente Villanueva; y en noviembre inició el rodaje de O corpo aberto, dirigida por Ángeles Huerta.

## Vida personal
Tuvo una relación sentimental con la actriz Belén Cuesta entre 2012 y 2022.

## Filmografía

### Largometrajes
| Año  | Título                         | Personaje        | Director                |
| ---- | ------------------------------ | ---------------- | ----------------------- |
| 1999 | La lengua de las mariposas     | Roque            | José Luis Cuerda        |
| 2004 | Mar adentro                    | Javi             | Alejandro Amenábar      |
| 2006 | Los fantasmas de Goya          | Aprendiz         | Miloš Forman            |
| 2007 | Una mujer invisible            | Javier           | Gerardo Herrero         |
| 2008 | ¡Maldito bastardo!             | Fonsiño          | Javi Camino             |
| 2009 | Los abrazos rotos              | Diego            | Pedro Almodóvar         |
| 2013 | A cicatriz branca              | Tamar            | Margarita Ledo          |
| 2015 | Un otoño sin Berlín            | Diego            | Lara Izaguirre          |
| 2015 | La playa de los ahogados       | Diego Neira      | Gerardo Herrero         |
| 2019 | Elisa y Marcela                | Andrés           | Isabel Coixet           |
| 2019 | Quien a hierro mata            | Mario            | Paco Plaza              |
| 2019 | El asesino de los caprichos    | Iván Santaolalla | Gerardo Herrero         |
| 2021 | A mil kilómetros de la Navidad | Raúl             | Álvaro Fernández Armero |
| 2022 | El juego de las llaves         | Kike Tarragona   | Vicente Villanueva      |
| 2022 | Cuerpo abierto                 | Miguel           | Ángeles Huerta          |
| 2023 | ¡Salta!                        | Óscar            | Olga Osorio             |
| 2023 | Nowhere                        | Nico             | Albert Pintó            |
| 2024 | Justicia artificial            | Brais Lago       | Simón Casal de Miguel   |

### Televisión
| Año         | Título                          | Personaje              | Notas                                       |
| ----------- | ------------------------------- | ---------------------- | ------------------------------------------- |
| 2004        | 7 vidas                         | Fito                   | Episodio: «Marica tú»                       |
| 2006        | Mesa para cinco                 | Nacho                  | Episodio: «El juego de la verdad»           |
| 2006 – 2007 | A vida por diante               | Quique Beiro           | 58 episodios (recurrente)                   |
| 2008        | Cuenta atrás                    | Iván Iglesias          | Episodio: «Calle Virgen de las Angustias»   |
| 2008        | La Señora                       | Fernando               | 5 episodios (recurrente)                    |
| 2009        | La ira                          | Julián                 | Película para televisión                    |
| 2010        | Acusados                        | Jaime Álvarez          | 11 episodios (recurrente)                   |
| 2012        | La memoria del agua             | Lucas                  | Protagonista (miniserie)                    |
| 2012 – 2013 | Bandolera                       | Alejandro de la Serna  | Elenco principal (temporada 2)              |
| 2014        | Códice                          | Esteban                | Película para televisión                    |
| 2015 – 2016 | Carlos, Rey Emperador           | Juan III de Portugal   | 5 episodios (recurrente)                    |
| 2017        | El Ministerio del Tiempo        | Gustavo Adolfo Bécquer | Episodio: «Tiempo de hechizos»              |
| 2017        | La zona                         | Ricardo                | Elenco secundario; 8 episodios              |
| 2017        | Os fillos do sol                | Nicolás                | Película para televisión                    |
| 2018        | Apaches                         | El Flaco               | Episodio: «La noche de los cristales rotos» |
| 2018        | Fariña                          | Roque                  | Elenco principal; 6 episodios               |
| 2018        | Allí abajo                      | Yago Castro            | 7 episodios (recurrente; temporada 4)       |
| 2019        | Alta mar                        | Sebastián de la Cuesta | Elenco principal; 16 episodios              |
| 2020        | Veneno                          | Miguel                 | 3 episodios (recurrente)                    |
| 2020        | El desorden que dejas           | Germán Araujo          | Elenco principal; 8 episodios               |
| 2023        | Los pacientes del doctor García | Manuel Arroyo Benítez  | Elenco principal; 10 episodios              |
| 2023 – 2024 | Vestidas de azul                | Miguel                 | 3 episodios (recurrente)                    |
| 2024        | Clanes                          | Daniel Padín           | Protagonista; 7 episodios                   |

## Teatro
- La noche justo antes de los bosques (2007) de Bernard-Marie Koltès. Dirigida por Carlos Neira.
- Terror y miseria del Tercer Reich de Bertolt Brecht. Dirigida por Juan Carlos Corazza.
- Comedia y Sueño (2010-2013), basada en textos de Federico García Lorca y William Shakespeare. Dirigida por Juan Carlos Corazza.
- El pelícano (2014) de August Strindberg en el Teatro Lara. Dirigida por Juan Carlos Corazza.
- El viaje a ninguna parte (2014) de Fernando Fernán Gómez en el Centro Dramático Nacional. Dirigida por Carol López.
- Hambre, locura y genio (2014) de Juan Carlos Corazza en el Teatro Lara.
- Vida de Galileo (2015-2016) de Bertolt Brecht en el Centro Dramático Nacional. Dirigida por Ernesto Caballero.
- Todo es mentira (2016), dirigida por Quino Falero en el Teatro Lara.[30]
- El jardín de los cerezos (2019) de Antón Chéjov en el Centro Dramático Nacional. Dirigida por Ernesto Caballero.[31]

## Premios y nominaciones
Premios Goya
| Año  | Categoría              | Película    | Resultado |
| ---- | ---------------------- | ----------- | --------- |
| 2004 | Mejor actor revelación | Mar adentro | Ganador   |

Premios Mestre Mateo
| Año  | Categoría                                   | Película            | Resultado |
| ---- | ------------------------------------------- | ------------------- | --------- |
| 2006 | Mejor interpretación masculina protagonista | A vida por diante   | Nominado  |
| 2007 | Mejor interpretación masculina de reparto   | Una mujer invisible | Nominado  |
| 2008 | Mejor interpretación masculina de reparto   | ¡Maldito bastardo!  | Nominado  |

Premios de la Unión de Actores
| Año  | Categoría                        | Película        | Resultado |
| ---- | -------------------------------- | --------------- | --------- |
| 2005 | Mejor actor revelación           | Mar adentro     | Ganador   |
| 2014 | Mejor actor secundario de teatro | Comedia y sueño | Nominado  |

Festival Internacional de Cine de Venecia
| Año  | Categoría                 | Película    | Resultado |
| ---- | ------------------------- | ----------- | --------- |
| 2004 | Copa Volpi al mejor actor | Mar adentro | Nominado  |

Festival Internacional de Cine de Cannes
| Año  | Categoría   | Película          | Resultado |
| ---- | ----------- | ----------------- | --------- |
| 2009 | Mejor actor | Los abrazos rotos | Nominado  |